# Lubomír Brožek
Lubomír Brožek (* 7. července 1949 Praha) je český spisovatel, publicista, překladatel z angličtiny a básník.

## Život
Pochází z rodiny ministerského úředníka. V letech 1964–1967 se vyučil v odborné učilišti Tesly Hloubětín radiomechanikem. Základní vojenskou službu absolvoval v letech 1968–1970 v Karlových Varech a v Mariánských Lázních. Poté pracoval v Tesle Hloubětín. Nejdříve zde byl technikem a od roku 1980 se stal redaktorem závodního časopisu Mladá Tesla. V roce 1988 začal být ve svobodném povolání. Od února 1989 byl vedoucím tiskového oddělení Svazu českých spisovatelů, který se později přejmenoval na Sdružení. Po jeho zániku v květnu 1990 byl postupně redaktorem deníku Demokrat, měsíčníku F revue a vydavatelství Studio dobré nálady. Od roku 1992 byl redaktorem a poté šéfredaktorem televizního týdeníku pro děti Obražofka. Dále byl od roku 1993 ve svobodném povolání, kdy spolupracoval s reklamními agenturami a televizními stanicemi. V letech 1994–1997 byl předsedou Klubu českých spisovatelů. V letech 2003–2004 byl vedoucím redaktorem internetového zpravodaje České obce sokolské. Poté opět působil ve svobodném povolání jako principál kočovné divadelní společnosti při občanském sdružení Ars forum.

## Tvorba
Své první trojverší uveřejnil v Mladém světě v roce 1976. Poté své básně, glosy a recenze dále publikoval v Mladé frontě, Práci, Literárním měsíčníku, Tvorbě, Kmeni, Dikobrazu, A–Almanachu autorů, Listech Klubu přátel poezie, Rudém právu, Občanském deníku, Květech, Betty, Britských listech, Právu a dalších periodikách. V roce 1999 vystavoval své výtvarné práce v galerii Pražský kabinet. V roce 2008 uvedlo Divadlo 90 – U Valšů Brožkovu divadelní hru Perlová svatba, kterou režíroval Martin Houska. Pro své publicistické články a aforismy používal šifru „lub“, či výjimečně psal pod  pseudonymy Ludvík Zrzavý a Jacob van Blom. Vydal knihy Minutu před přílivem (1980), Návrat sokola (1983), Kolotoč aneb Malá Grand prix (1985), Nebajky (1987), Vlaštovky na dně jezera (1990), Rozhovory s nesmrtelnými (1994), Do větru (1999), Paměť ohně (2008) a Kuks (2021) aj. Přebásněním textů z maďarštiny se podílel na antologii Verše proti smrti. 